# Австралія на літніх Олімпійських іграх 2024
Австралію на літніх Олімпійських іграх 2024 представляв чотириста шістдесят один спортсмен в тридцяти трьох видах спорту.

## Медалісти
| Медаль | Ім'я | Вид спорту                      | Дисципліна                                       | Дата      |
| ------ | --- | ------------------------------- | ------------------------------------------------ | --------- |
| 1      | Ґрейс Бравн | Велоспорт                       | роздільна шосейна гонка (жінки)                  | 27 липня  |
| 1      | Аріарн Тітмус | Плавання                        | 400 метрів вільним стилем (жінки)                | 27 липня  |
| 1      | Бронте Кемпбелл[a] Меґ Гарріс Шейна Джек Емма Маккеон Моллі О'Каллаган Олівія Вунш[a] | Плавання                        | 4x100 метрів вільним стилем (жінки)              | 27 липня  |
| 1      | Джессіка Фокс | Веслування на байдарках і каное | байдарки-одиночки (жінки)                        | 28 липня  |
| 1      | Моллі О'Каллаган | Плавання                        | 200 метрів вільним стилем (жінки)                | 29 липня  |
| 1      | Кейлі Маккіон | Плавання                        | 100 метрів на спині (жінки)                      | 30 липня  |
| 1      | Джессіка Фокс | Веслування на байдарках і каное | слалом на каное-одиночках (жінки)                | 31 липня  |
| 1      | Шейна Джек[a] Моллі О'Каллаган Лані Паллістер Джеймі Перкінс[a] Аріарн Тітмус Бріанна Тросселл | Плавання                        | естафета 4x200 метрів вільним стилем (жінки)     | 1 серпня  |
| 1      | Кемерон Макевой | Плавання                        | 50 метрів вільним стилем (чоловіки)              | 2 серпня  |
| 1      | Кейлі Маккіон | Плавання                        | 200 метрів на спині (жінки)                      | 2 серпня  |
| 1      | Сая Сакакібара | Велоспорт                       | BMX-гонки (жінки)                                | 2 серпня  |
| 1      | Меттью Ебден Джон Пірс (тенісист) | Теніс                           | Парний розряд (чоловіки)                         | 3 серпня  |
| 1      | Ноемі Фокс | Веслування на байдарках і каное | байдарки-крос (жінки)                            | 5 серпня  |
| 1      | Аріса Трю | Скейтбординг                    | парк (жінки)                                     | 6 серпня  |
| 1      | Метью Верн | Вітрильний спорт                | Лазер (чоловіки)                                 | 7 серпня  |
| 1      | Кіґан Палмер | Скейтбординг                    | парк (чоловіки)                                  | 7 серпня  |
| 1      | Олівер Бледдін Келланд О'Браєн Сем Велсфорд Коннор Лігі | Велоспорт                       | командна гонка переслідування (чоловіки)         | 7 серпня  |
| 1      | Ніна Кеннеді | Легка атлетика                  | стрибки з жердиною (жінки)                       | 7 серпня  |
| 2      | Елайджа Віннінґтон | Плавання                        | 400 метрів вільним стилем (чоловіки)             | 27 липня  |
| 2      | Джек Картрайт Кайл Чалмерс Флінн Саутем Кай Тейлор Вільям Янґ[a] | Плавання                        | 4x100 метрів вільним стилем (чоловіки)           | 27 липня  |
| 2      | Кріс Бертон | Кінний спорт                    | Індивідуальне триборство                         | 29 липня  |
| 2      | Аріарн Тітмус | Плавання                        | 200 метрів вільним стилем (жінки)                | 29 липня  |
| 2      | Кайл Чалмерс | Плавання                        | 100 метрів вільним стилем (чоловіки)             | 31 липня  |
| 2      | Зак Стабблеті-Кук | Плавання                        | 200 метрів брасом (чоловіки)                     | 31 липня  |
| 2      | Ґрае Морріс | Вітрильний спорт                | IQFoil (чоловіки)                                | 3 серпня  |
| 2      | Аріарн Тітмус | Плавання                        | 800 метрів вільним стилем (жінки)                | 3 серпня  |
| 2      | Нікола Оліслагерс | Легка атлетика                  | стрибки у висоту (жінки)                         | 4 серпня  |
| 2      | Меґ Гарріс | Плавання                        | 50 метрів вільним стилем (жінки)                 | 4 серпня  |
| 2      | Іона Андерсон[a] Меґ Гарріс[a] Емма Маккеон Кейлі Маккіон Моллі О'Каллаган Александрія Перкінс[a] Дженна Страуч Елла Рамзей[a] | Плавання                        | естафета 4x100 метрів комплексом (жінки)         | 4 серпня  |
| 2      | Джек Робінсон | Серфінг                         | Чоловіки                                         | 6 серпня  |
| 2      | Моеша Джонсон | Плавання                        | марафон 10 кілометрів (жінки)                    | 8 серпня  |
| 2      | Райлі Фітцсіммонс П'єр ван дер Вестгейзен Джексон Коллінз Ноа Гавард | Веслування на байдарках і каное | байдарки-четвірки, 500 метрів (чоловіки)         | 8 серпня  |
| 2      | Меддісон Кіні | Стрибки у воду                  | трамплін, 3 метри (жінки)                        | 9 серпня  |
| 2      | Метью Річардсон | Велоспорт                       | спринт (чоловіки)                                | 9 серпня  |
| 2      | Жіноча збірна Австралії з водного поло- Ґабріелла Пам - Кісджа Гоферс - Елл Арміт - Бронт Гелліґен - Сієнна Ґрін - Еббі Ендрюс - Чарліз Ендрюс - Сьєнна Герн - Зое Арансіні - Еліс Вільямс - Матілда Кернс - Женев'єв Лонґман - Данієла Янковіч | Водне поло                      | жіночий турнір                                   | 10 серпня |
| 2      | Джессіка Галл | Легка атлетика                  | біг на 1500 метрів (жінки)                       | 10 серпня |
| 2      | Метью Річардсон | Велоспорт                       | Кейрін (чоловіки)                                | 11 серпня |
| 3      | Максімілліан Джульяні Зак Інсерті[a] Томас Нілл Флінн Саутем Кай Тейлор[a] Елайджа Віннінґтон | Плавання                        | 4x200 метрів вільним стилем (чоловіки)           | 30 липня  |
| 3      | Наталія Дім | Велоспорт                       | BMX-фрістайл (жінки)                             | 31 липня  |
| 3      | Пенні Сміт | Стрільба                        | трап (жінки)                                     | 31 липня  |
| 3      | Джемайма Монтаг | Легка атлетика                  | спортивна ходьба на 20 кілометрів (жінки)        | 1 серпня  |
| 3      | Джессіка Моррісон Аннабель Макінтайр | Академічне веслування           | двійки (жінки)                                   | 2 серпня  |
| 3      | Кейлі Маккіон | Плавання                        | 200 метрів комплексом (жінки)                    | 3 серпня  |
| 3      | Іона Андерсон[a] Кайл Чалмерс[a] Емма Маккеон[a] Кейлі Маккіон Моллі О'Каллаган Зак Стабблеті-Кук[a] Метью Темпл Джошуа Йонґ | Плавання                        | змішана естафета 4x100 метрів комплексом         | 3 серпня  |
| 3      | Елеанор Паттерсон | Легка атлетика                  | стрибки у висоту (жінки)                         | 4 серпня  |
| 3      | Метью Ґлетцер Лей Гоффман Метью Річардсон | Велоспорт                       | командний спринт (чоловіки)                      | 6 серпня  |
| 3      | Джемайма Монтаг Ридіан Ковлі | Легка атлетика                  | естафетна марафонська спортивна ходьба (змішана) | 7 серпня  |
| 3      | Меттью Денні | Легка атлетика                  | метання диска (чоловіки)                         | 7 серпня  |
| 3      | Чарлі Сіньйор | Бокс                            | до 57 кг (чоловіки)                              | 8 серпня  |
| 3      | Кейтлін Паркер | Бокс                            | до 75 кг (жінки)                                 | 8 серпня  |
| 3      | Жан ван дер Вестгейзен Томас Ґрін | Веслування на байдарках і каное | Б-2, 500 м (чоловіки)                            | 9 серпня  |
| 3      | Жіноча збірна Австралії з баскетболу- Джейд Мелбурн - Крісті Воллас - Стефані Толбот - Тесс Маджен - Аланна Сміт - Езі Маґбеґор - Маріанна Толо - Кайла Джордж - Емі Атвелл - Ісобел Борлейс - Лорен Джексон - Семі Віткомб                     | Баскетбол                       | жіночий турнір                                   | 11 серпня |
| 3      | Метью Ґлетцер | Велоспорт                       | Кейрін (чоловіки)                                | 11 серпня |

| Вид спорту                      | 1  | 2  | 3  | Загалом |
| Плавання                        | 7  | 9  | 3  | 19      |
| Велоспорт                       | 3  | 2  | 3  | 8       |
| Веслування на байдарках і каное | 3  | 1  | 1  | 5       |
| Скейтбординг                    | 2  | 0  | 0  | 2       |
| Легка атлетика                  | 1  | 2  | 4  | 7       |
| Вітрильний спорт                | 1  | 1  | 0  | 2       |
| Теніс                           | 1  | 0  | 0  | 1       |
| Кінний спорт                    | 0  | 1  | 0  | 1       |
| Серфінг                         | 0  | 1  | 0  | 1       |
| Стрибки у воду                  | 0  | 1  | 0  | 1       |
| Водне поло                      | 0  | 1  | 0  | 1       |
| Бокс                            | 0  | 0  | 2  | 2       |
| Академічне веслування           | 0  | 0  | 1  | 1       |
| Стрільба                        | 0  | 0  | 1  | 1       |
| Баскетбол                       | 0  | 0  | 1  | 1       |
| Загалом                         | 18 | 19 | 16 | 53      |

| День    | Дата      | 1  | 2  | 3  | Загалом |
| 1       | 27 липня  | 3  | 2  | 0  | 5       |
| 2       | 28 липня  | 1  | 0  | 0  | 1       |
| 3       | 29 липня  | 1  | 2  | 0  | 3       |
| 4       | 30 липня  | 1  | 0  | 1  | 2       |
| 5       | 31 липня  | 1  | 2  | 2  | 5       |
| 6       | 1 серпня  | 1  | 0  | 1  | 2       |
| 7       | 2 серпня  | 3  | 0  | 1  | 4       |
| 8       | 3 серпня  | 1  | 2  | 2  | 5       |
| 9       | 4 серпня  | 0  | 3  | 1  | 4       |
| 10      | 5 серпня  | 1  | 1  | 0  | 2       |
| 11      | 6 серпня  | 1  | 0  | 1  | 2       |
| 12      | 7 серпня  | 4  | 0  | 2  | 6       |
| 13      | 8 серпня  | 0  | 2  | 2  | 4       |
| 14      | 9 серпня  | 0  | 2  | 1  | 3       |
| 15      | 10 серпня | 0  | 2  | 0  | 2       |
| 16      | 11 серпня | 0  | 1  | 2  | 3       |
| Загалом | Загалом   | 18 | 19 | 16 | 53      |

| Стать    | 1  | 2  | 3  | Загалом |
| жінки    | 13 | 9  | 8  | 30      |
| Чоловіки | 5  | 10 | 6  | 21      |
| змішані  | 0  | 0  | 2  | 2       |
| Загалом  | 18 | 19 | 16 | 53      |

| Ім'я               | Вид спорту                      | 1 | 2 | 3 | Загалом |
| Моллі О'Каллаган   | Плавання                        | 3 | 1 | 1 | 5       |
| Кейлі Маккіон      | Плавання                        | 2 | 1 | 2 | 5       |
| Аріарн Тітмус      | Плавання                        | 2 | 2 | 0 | 4       |
| Меґ Гарріс         | Плавання                        | 1 | 2 | 0 | 3       |
| Емма Маккеон       | Плавання                        | 1 | 1 | 1 | 3       |
| Кайл Чалмерс       | Плавання                        | 0 | 2 | 1 | 3       |
| Джессіка Фокс      | Веслування на байдарках і каное | 2 | 0 | 0 | 2       |
| Шейна Джек         | Плавання                        | 2 | 0 | 0 | 2       |
| Метью Річардсон    | Велоспорт                       | 0 | 2 | 1 | 3       |
| Іона Андерсон      | Плавання                        | 0 | 1 | 1 | 2       |
| Флінн Саутем       | Плавання                        | 0 | 1 | 1 | 2       |
| Зак Стабблеті-Кук  | Плавання                        | 0 | 1 | 1 | 2       |
| Кай Тейлор         | Плавання                        | 0 | 1 | 1 | 2       |
| Елайджа Віннінґтон | Плавання                        | 0 | 1 | 1 | 2       |
| Джемайма Монтаг    | Легка атлетика                  | 0 | 0 | 2 | 2       |
| Метью Ґлетцер      | Велоспорт                       | 0 | 0 | 2 | 2       |

a  Спортсмени, які брали участь лише в попередніх запливах/забігах/заїздах.

## Спортсмени
В кожному виді спорту від Австралії виступила така кількість спортсменів:
| Вид спорту                      | Чоловіки | Жінки | Загалом |
| ------------------------------- | -------- | ----- | ------- |
| Стрільба з лука                 | 1        | 1     | 2       |
| Артистичне плавання             | Н/Д      | 8     | 8       |
| Легка атлетика                  | 34       | 41    | 75      |
| Бадмінтон                       | 0        | 3     | 3       |
| Баскетбол                       | 12       | 16    | 28      |
| Бокс                            | 6        | 6     | 12      |
| Брейкданс                       | 1        | 1     | 2       |
| Веслування на байдарках і каное | 9        | 7     | 16      |
| Велоспорт                       | 12       | 13    | 25      |
| Стрибки у воду                  | 5        | 6     | 11      |
| Кінний спорт                    | 5        | 4     | 9       |
| Хокей на траві                  | 16       | 16    | 32      |
| Футбол                          | 0        | 19    | 19      |
| Гольф                           | 2        | 2     | 4       |
| Гімнастика                      | 1        | 11    | 12      |
| Дзюдо                           | 1        | 2     | 3       |
| Сучасне п'ятиборство            | 0        | 1     | 1       |
| Академічне веслування           | 14       | 21    | 35      |
| Регбі-7                         | 12       | 12    | 24      |
| Вітрильний спорт                | 6        | 6     | 12      |
| Стрільба                        | 6        | 4     | 10      |
| Скейтбординг                    | 4        | 5     | 9       |
| Вид спорту Climbing             | 1        | 1     | 2       |
| Серфінг                         | 2        | 2     | 4       |
| Плавання                        | 23       | 21    | 44      |
| Настільний теніс                | 3        | 3     | 6       |
| Тхеквондо                       | 2        | 1     | 3       |
| Теніс                           | 5        | 4     | 9       |
| Тріатлон                        | 2        | 2     | 4       |
| Волейбол                        | 4        | 2     | 6       |
| Водне поло                      | 13       | 13    | 26      |
| Важка атлетика                  | 1        | 2     | 3       |
| Боротьба                        | 2        | 0     | 2       |
| Загалом                         | 205      | 256   | 461     |